# Day and age

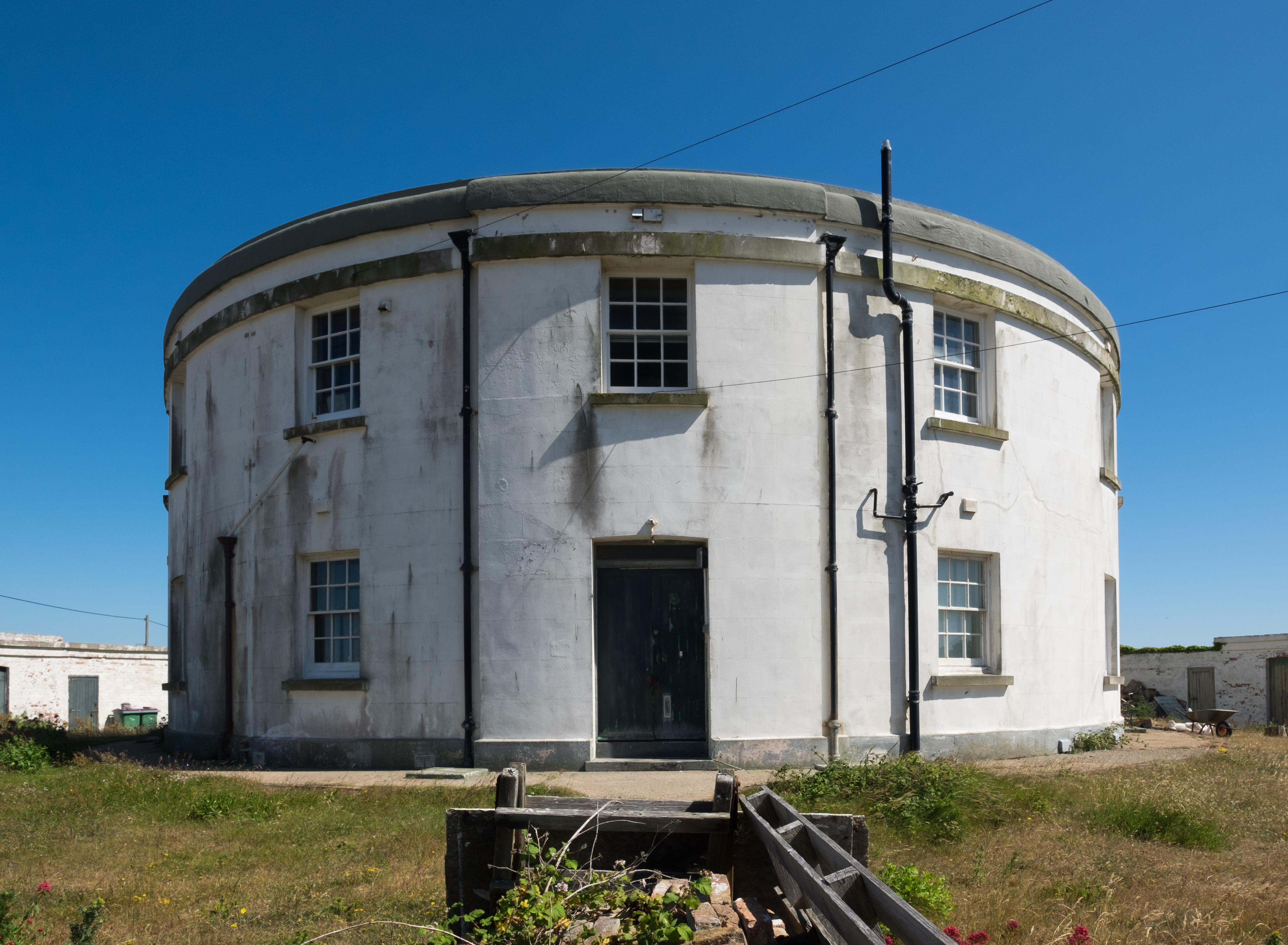
Repeteerruimte in Dungeness (2018)

Day and age is het vierde studioalbum van Frost*.

## Inleiding
Het was het eerste teken van leven van Frost* na vijf jaar stilte in nieuw werk. Wel brachten ze Others uit (overgebleven opnamen van Falling satellites) en 13 winters (alles wat nog uitgegeven kon worden verdeeld over 8 cd’s). Frost* is bij het nieuwe album gedecimeerd tot een trio, waarbij opvalt dat een vaste drummer ontbreekt. Drie gastdrummers moesten die leemte opvullen; per nummer zocht de band er een drummer bij. De muziek is een mengeling van progressieve rock, neoprog en commerciële popmuziek. Het album is gestoken in een hoes van Carl Glover, gespecialiseerd in afbeeldingen van afwijkende communicatieapparatuur.
Voorbereidingen voor het album werden getroffen in Helford in Cornwall, alwaar het schrijfwerk begon; van daaruit vertrokken Godfrey, Mitchell en King naar een gerenoveerde kustwachttoren in Dungeness in Kent. Het album kende een nieuwe manier van ontwikkelen; bij vorige albums werden er sessies gehouden in de studio of thuis, nu werd er aparte tijd voor uitgetrokken. Dit had tot gevolg dat het instrumentarium dat bij de hand was beperkt was. Het is volgens Godfrey en Mitchell terug te vinden in een soberder album. Voor elk nummer werd een specifieke drummer gezocht, die dan zijn partij thuis opnam en instuurde.
Het album haalde nergens een notering in de albumlijsten, behalve in Duitsland, waar het één week genoteerd stond en wel op plaats 56.

## Musici
- Jem Godfrey – toetsinstrumenten, zang
- John Mitchell – elektrische gitaren, zang
- Nathan King – basgitaar

met
- Pat Mastelotto - drumstel (Skywards, Repeat to fade)
- Kaz Rodriguez – drumstel (Day and age, The boy who stood still, Island life)
- Darby Todd - drumstel (Terrestrial, Waiting for the lie, Kill the orchestra)
- Jason Isaacs – spreekstem (The boy who stood still)

## Muziek
Namen van de auteurs worden niet vermeld

| Nr. | Titel                   | Duur  |
| --- | ----------------------- | ----- |
| 1.  | Day and age             | 11:49 |
| 2.  | Terrestrial             | 5:12  |
| 3.  | Waiting for the lie     | 4:31  |
| 4.  | The boy who stood still | 7:33  |
| 5.  | Island life             | 4:14  |
| 6.  | Skywards                | 4:15  |
| 7.  | Kill the orchestra      | 9:27  |
| 8.  | Repeat to fade          | 6:15  |

Er werden twee versies op de markt gebracht. Een enkele cd en een versie met twee cd’s waarbij de tweede bestaat uit de instrumentale versie van de eerste (met minimale tijdverschillen). Het album wordt voorafgegaan en afgesloten door een vrouwenstem ("Hello, welcome to the rest of your life" en "Enjoy yourselves"). De teneur van de teksten is somber tot dystopisch. Terrestrial gaat over wereld- en oceaanzeiler Donald Crowhurst, die net het eind niet haalt.